# Larry Semon
Lawrence Semon, noto in Italia come Ridolini, detto Larry (West Point, 16 luglio 1889 – Victorville, 8 ottobre 1928), è stato un attore, regista e produttore cinematografico statunitense nell'epoca del film muto.

## Biografia

### Gli inizi
Figlio d'arte, il padre fu un noto illusionista del vaudeville, Zera the Great, che si esibiva con successo in un numero con la moglie e la sorella. Già a dodici anni Larry riscosse personali apprezzamenti nelle esibizioni canore nella compagnia familiare, ma un incidente calcistico (pare una pallonata alla gola) compromise la qualità della sua voce e dirottò la sua attenzione verso un'altra dote artistica in cui eccelleva: il disegno. Condusse infatti studi specifici, perfezionando lo stile umoristico nel cartooning che gli valse infine l'impiego presso diverse testate editoriali di New York, dove pubblicò strisce periodiche. La sua vena artistica fu notata dagli uomini del cinema, all'epoca in esplosiva espansione, alla ricerca di soggetti creativi e affamati di talenti.

### La carriera cinematografica

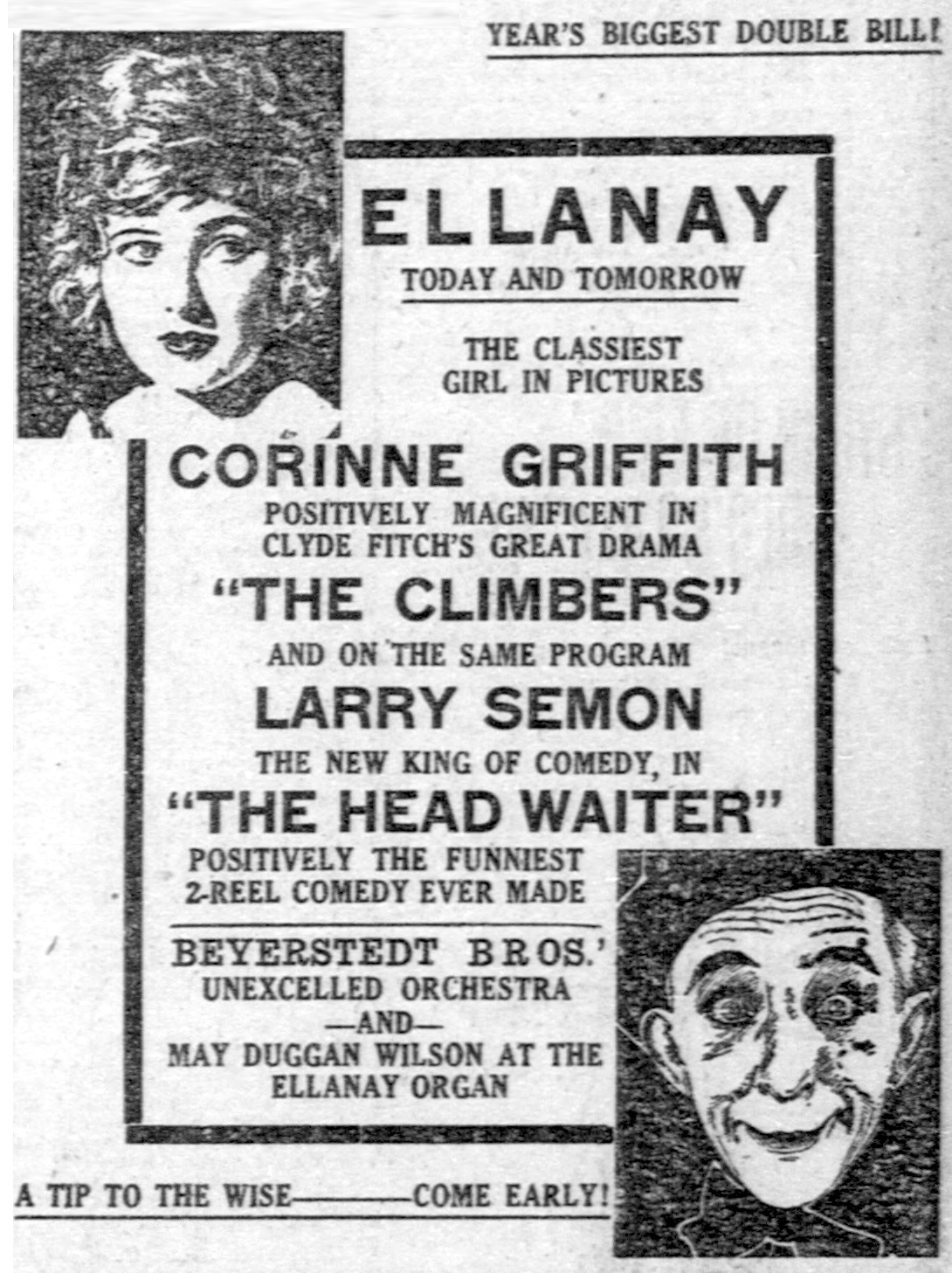
Manifesto della comica The Head Waiter del 1919 con Ridolini

Nel 1916, la casa di produzione cinematografica Vitagraph lo assunse come sceneggiatore e soggettista. Scrittore di gag che altri interpretavano, Semon manifestò il suo talento un anno dopo: la sua prima apparizione sullo schermo fu in Boats and Boldness (1917), un western in cui vestì i panni di un poco credibile fuorilegge dalla pistola facile. In breve, affinata la tecnica e delineato il profilo psicologico del clown che diverte senza far pensare, con le sue comiche di un rullo dove azione, acrobazie, gag a raffica, semplici ma esilaranti, il cui ritmo tagliava il respiro, divenne un beniamino del pubblico, in particolare di quello europeo, una volta messa a punto la maschera caratteristica dalla faccia infarinata e i pantaloni a vita altissima, che lo identificò facilmente con il clown circense di vecchia tradizione e che già apprezzava le maschere del francese André Deed ("Cretinetti") e dell'italiano Ferdinand Guillaume ("Polidor" o più noto "Tontolini").
In Italia giunse alla fama col nome di "Ridolini", in Francia fu conosciuto come "Zigoto", in Spagna fu "Jaimito". Nel 1918 Semon diresse nella sua compagnia un giovane attore d'origine inglese, Stan Laurel, ma la loro collaborazione durò solo per lo spazio di tre film, tra cui Ridolini e la belva nera, al contrario di un altro attore, Oliver Hardy, che divenne elemento di spicco della compagnia "Stanlio e Ollio", molto nota negli anni trenta. Il successo delle sue comiche, girate in breve tempo tanto da realizzarne almeno una quindicina all'anno (tra il 1918 e il 1923), consentì a Semon di arrivare a guadagnare, nei primi anni venti, un milione di dollari statunitensi.

### Il declino
Allungate le comiche ai due rulli (ossia circa 20 minuti), lo stile scelto da Semon per Ridolini, abbastanza costante e promettente fino ad allora, cominciò a scontrarsi con le esigenze del business: sempre più spesso i guadagni non erano sufficienti a rientrare delle spese di produzione. I dissidi conseguenti con la Vitagraph, lo obbligarono dal 1923 a divenire produttore delle proprie opere, ma la decisione non fu felice.
Anteponendo sempre il risultato artistico a quello economico, il passaggio dallo slapstick alla commedia romanzata, incurante dei tempi di realizzazione, Semon perdeva spesso il controllo delle proprie produzioni, come nel film Il mago di Oz (1925), con un cast comprendente la moglie Dorothy Dwan, l'attore comico Oliver Hardy nella parte del taglialegna di latta ed egli stesso nei panni dello spaventapasseri. Questa trasposizione (disponibile come extra nel DVD de Il mago di Oz del 1939), ha in comune con il libro di Baum e il film di Fleming solo parte dei personaggi principali, ma per il resto è una storia totalmente nuova e molto contorta, che scontentò il pubblico e condusse Semon a un lento declino che lo porterà al fallimento economico. Nel 1927 Semon fu ancora occupato come sceneggiatore, ma anche interprete drammatico in Underworld, un film di Josef von Sternberg.
Nel marzo del 1928 Larry Semon dichiarò bancarotta e le sue condizioni di salute si aggravarono tanto da condurlo prima al ricovero in sanatorio per la cura di una grave polmonite, accompagnata a uno stato di profondo esaurimento nervoso, e alla morte nell'ottobre successivo, all'età di 39 anni, in circostanze che non furono mai ben chiarite. Nessuno, neppure la vedova, poté vedere la salma, che fu rapidamente sottoposta a cremazione, in rispetto, si asserì, alle ultime volontà del defunto. Alcuni sostennero potesse essere un'uscita di scena per sfuggire ai creditori che lo assillavano.

## Il personaggio di Ridolini

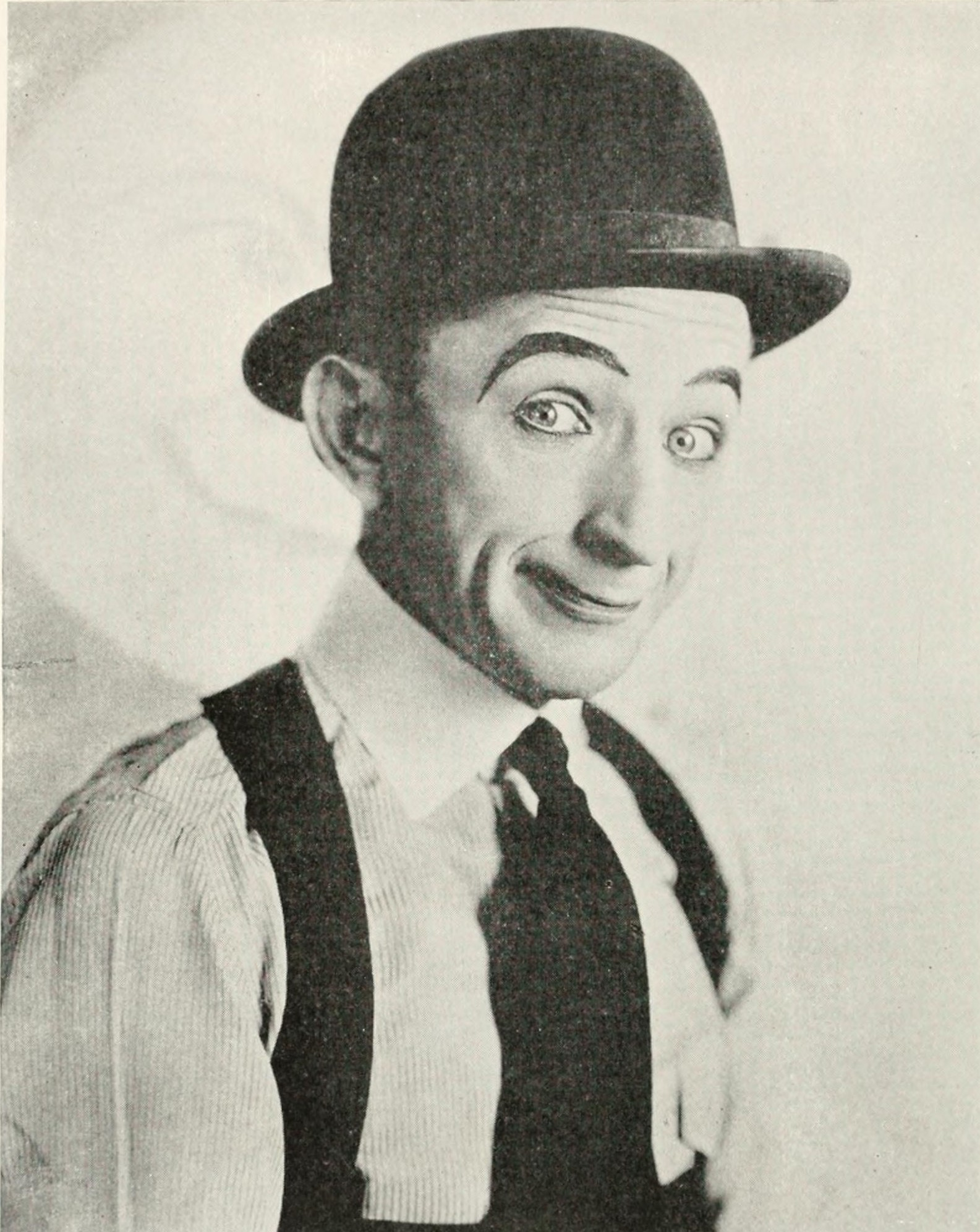
Larry Semon nel 1920

Semon è noto in Italia principalmente per il personaggio di Ridolini, caratterizzato da viso infarinato, candido, su cui campeggia un naso smisurato e ricurvo, due occhi tondi in un viso affilato, pantaloni sorretti altissimi appena sotto le ascelle ma che lasciano scoperte le caviglie e un cappellaccio che non casca mai nemmeno nelle ardite acrobazie. Il personaggio lo rese in grado di rivaleggiare alla pari con i grandi della commedia del periodo del cinema muto (dal 1918 al 1927): Charlie Chaplin, Stanlio e Ollio, Harold Lloyd, Buster Keaton, contendendosi i favori del pubblico. In particolare amato per il suo stile semplice composto da gag, azione e movimento.
Lo stereotipo di Ridolini era spesso quello di un poveraccio dai buffi vestiti capace di ficcarsi in esilaranti situazioni, combinando per la sua dabbenaggine risate e le ire della polizia. Anche Charlot ed i personaggi di Buster Keaton nacquero per lo scopo di far ridere il pubblico; tuttavia le caratteristiche del personaggio di Chaplin tendevano spesso a far riflettere e a mettere al corrente il pubblico della buia situazione esistente in America nel periodo degli anni venti, sottolineando in particolare le condizioni del ceto basso, mentre Keaton, sebbene ricoprisse ruoli molto simili a quelli di Chaplin, di Semon o Stanlio e Ollio, non sorrideva mai, assumendo sempre un atteggiamento serio, come se lo si volesse rendere più nobile ed elegante.
Al contrario di questi, Ridolini ha sempre il sorriso stampato sul volto ed è sempre in movimento, facendo lavorare e muovere in una determinata maniera, per rendere ancora più perfetto il suo personaggio, ogni minima parte del suo corpo. Pur avendo una indubbia levatura artistica, oggi è ritenuto un comico minore, ricordato soprattutto per aver lavorato sia con Stan Laurel sia con Oliver Hardy prima che i due iniziassero a lavorare assieme.

## Filmografia parziale

### Attore
- Tubby Turns the Tables, regia di Larry Semon (1916)
- Terry's Tea Party, regia di Larry Semon (1916)
- The Battler, regia di Larry Semon (1916)
- Romance and Roughhouse, regia di Larry Semon (1916)
- Love and Loot, regia di Larry Semon (1916)
- Walls and Wallops, regia di Larry Semon (1916)
- Jumps and Jealousy, regia di Larry Semon (1916)
- His Conscious Conscience, regia di Larry Semon (1916)
- Rah! Rah! Rah!, regia di Larry Semon (1916)
- Help! Help! Help!, regia di Larry Semon (1916)
- Shanks and Chivalry, regia di Larry Semon (1916)
- Speed and Spunk, regia di Larry Semon (1917)
- Bullies and Bullets, regia di Larry Semon (1917)
- Jolts and Jewelry, regia di Larry Semon (1917)
- Big Bluffs and Bowling Balls, regia di Larry Semon (1917)
- Somewhere in Any Place, regia di Larry Semon (1917)
- Rips and Rushes (1917)
- He Never Touched Me, regia di Larry Semon (1917)
- Cops and Cussedness (1917)
- Guff and Gunplay (1917)
- Pests and Promises (1917)
- Footlights and Fakers (1917)
- Bombs and Blunders (1917)
- Turks and Troubles (1917)
- Dubs and Drygoods (1917)
- Hazards and Home Runs (1917)
- Gall and Gasoline, regia di Larry Semon (1917)
- Boasts and Boldness (1917)
- Worries and Wobbles (1917)
- Shells and Shivers (1917)
- Chumps and Chances (1917)
- Gall and Golf (1917)
- Slips and Slackers (1917)
- Risks and Roughnecks (1917)
- Plans and Pajamas (1917)
- Plagues and Puppy Love (1917)
- Sports and Splashes (1917)
- Tough Luck and Tin Lizzies (1917)
- Rough Toughs and Roof Tops (1917)
- Spooks and Spasms (1917)
- Noisy Naggers and Nosey Neighbors (1917)
- Guns and Greasers (1918)
- Babes and Boobs (1918)
- Rooms and Rumors (1918)
- Meddlers and Moonshiners (1918)
- Stripes and Stumbles (1918)
- Rummies and Razors (1918)
- Whistles and Windows (1918)
- Spies and Spills (1918)
- Romans and Rascals (1918)
- Ridolini innamorato (Skids and Scalawags) (1918)
- Boodle and Bandits (1918)
- Hindoos and Hazards (1918)
- Bathing Beauties and Big Boobs (1918)
- Dunces and Dangers (1918)
- Mutts and Motors (1918)
- Huns and Hyphens (1918)
- Ridolini e la belva nera (Bears and Bad Men) (1918)
- Ridolini al bagno penale (Frauds and Frenzies) (1918)
- Humbugs and Husbands (1918)
- Ridolini e le spie (Pluck and Plotters) (1918)
- Ridolini e i teppisti (Traps and Tangles) (1919)
- Ridolini prende moglie (Scamps and Scandals) (1919)
- Ridolini sceriffo (Well, I'll Be) (1919)
- Ridolini e la mano nera (Passing the Buck) (1919)
- Her First False Hare (1919)
- Ridolini a Sing-Sing (The Star Boarder) (1919)
- Ridolini e la collana della suocera (His Home Sweet Home) (1919)
- The Simple Life (1919)
- Ridolini macchinista (Between the Acts) (1919)
- Dull Care (1919)
- Dew Drop Inn (1919)
- Ridolini cameriere (The Head Waiter), regia di Larry Semon (1919)
- Ridolini droghiere (The Grocery Clerk) (1919)
- The Fly Cop (1920)
- Ridolini scolaro (1920)
- Solid Concrete (1920)
- Ridolini inserviente teatrale (The Stage Hand), regia di Larry Semon e Norman Taurog (1920)
- Ridolini cerca la fidanzata (The Suitor), regia di Larry Semon e Norman Taurog (1920)
- Ridolini esploratore (The Sportsman) (1921)
- The Hick, regia di Larry Semon e Norman Taurog (1921)
- The Bakery (1921)
- Ridolini esattore (The Rent Collector) (1921)
- Ridolini ispettore (The Fall Guy) (1921)
- Ridolini groom (The Bell Hop) (1921)
- Ridolini alla segheria (The Sawmill) (1922)
- Ridolini al varietà (The Show) (1922)
- Ridolini granduca (A Pair of Kings) (1922)
- Ridolini giocatore di golf (Golf) (1922)
- The Agent (1922)
- The Counter Jumper (1922)
- No Wedding Bells (1923)
- The Barnyard (1923)
- Ridolini al tabarin (The Midnight Cabaret) (1923)
- The Busher (1923)
- Ridolini e le modelle (The Gown Shop) (1923)
- Lightning Love (1923)
- Ridolini pugilista (Horseshoes) (1923)
- Ridolini astemio (Trouble Brewing) (1924)
- Facciamo l'amore (The Girl in the Limousine) (1924)
- Her Boy Friend (1924)
- Kid Speed (1924)
- My Best Girl (1925)
- Il mago di Oz (The Wizard of Oz) (1925)
- The Dome Doctor (1925)
- The Cloudhopper (1925)
- The Perfect Clown (1925)
- La brigantessa (Oh, What a Man!) (1925)
- Stop, Look and Listen (1926)
- Spuds (1927)
- Le notti di Chicago (Underworld), regia di Josef von Sternberg (1927)
- The Stunt Man (1927)
- Dummies (1928)
- A Simple Sap (1928)

### Regista
- The Baby and the Boss
- Bringing Up Father (1915)
- Tubby Turns the Tables
- Terry's Tea Party
- Out Ag'in, in Ag'in
- More Money Than Manners
- The Battler (1916)
- Losing Weight (1916)
- The Man from Egypt (1916)
- Help! Help! Help! (1916)

### Sceneggiatore
- Help! Help! Help!, regia di Larry Semon (1916)